# Solitone
Soli-Tone es la marca comercial de dispositivos que usan ondas luminosas con filtros de colores para tratamiento de las arrugas y el envejecimiento de la piel en lo que denominan " fotorrejuvenecimiento ". Es una modalidad de cromoterapia con fines estéticos que  se pretende  es una alternativa al botox y la cirugía estética. 

## Usos
La azul sirve para el acné, la roja y naranja para pigmentaciones y reducir los efectos del paso de los años, mientras que la verde es usada para tratar pieles rojizas, más sensibles. 
Los que propugnan su uso afirman que actúa desde la dermis hasta la epidermis y que la luz estimula el colágeno y la elastina, y que no provoca dolor ni efectos secundarios, así como afirman que los resultados son inmediatos y que duran hasta un año, pudiéndose realizar en cualquier época.
Su uso se complementa con aplicación de productos cosméticos, mascarillas y masajes, así como con limpieza del cutis antes del tratamiento con la luz.
- Datos: Q5549565